# Runenstein von Reistad

Der Runenstein von Reistad (N KJ74; NIæR14) ist ein Runenstein, der 1857 oder 1858 beim Hof Reistad auf der Insel Hidra, Kommune Flekkefjord im Fylke Agder in Norwegen, entdeckt wurde. Er trägt eine Inschrift im älteren Futhark und wird ins 5. Jahrhundert datiert.

## Auffindung und Beschreibung
Der Stein wurde als Einzelfund beim Pflügen beim Hof Reistad im nordwestlichen Teil der Insel Hidra unweit der Küste zum Hidra Sund entdeckt. Seit 1862 befindet sich der Stein in der Sammlung des Kulturhistorisk Museum der Universität Oslo (Inv.-Nr. C2837).
Die Fundumstände sind unklar, beziehungsweise wurden nicht dokumentiert, sodass der ursprüngliche Aufstellungsort nicht zu ermitteln ist. Archäologisch bestehen Hinweise, dass bei Reistad ein früheres mittelalterliches, wikingerzeitliches Großgehöft gelegen hat, dessen Anfänge möglicherweise noch weiter zurück reichen. Der Form und Größe nach eignete sich der Runenstein nicht für eine solitäre Aufstellung und wird vermutlich – wie besonders in Norwegen vorkommend – als Grabdenkmal angefertigt worden sein, wie Vergleiche mit anderen Funden dahin gehend deuten.
Der aus Hornblendegranit bestehende rohbehauene Stein (65 cm × 60 cm × 22 cm) verjüngt auf Basis einer geraden unteren Fläche in der Höhe, bildet eine stumpfe Spitze und ist über die gesamte Oberfläche stark verwittert. Eine Breitseite trägt die bewusst geplante Runeninschrift.

## Inschrift

Bugges Rekonstruktion der Inschrift

Die dreizeilige Inschrift ist rechtsläufig von oben nach unten geritzt, wobei die mittlere Zeile die gesamte Breite einnimmt. Die Runen weisen eine Höhe von 7 cm bis 8 cm aus, wobei einige Runen starke Verwitterungen zeigen. Die raue, grobschlächtige Gestalt der gesamten Inschrift ist der erschwerten Anbringung ob der Rauheit der Steinfläche geschuldet.
ᛁᚢᚦᛁᚾᚷᚨᛉ
(ᛖ)ᚲᚹᚨᚲᚱᚨᛉ : ᚢᚾᚾᚨᛗ
ᚹᚱᚨᛁᛏᚨ
(3?)ingaʀ | (1?)kwakraʀ : unnam[0-1?] | wraita (Kiel)
Iuþingaʀ (e)k Wakraʀ : unnam wraita
„Iuþingaʀ [ruht hier] – Ich, Wakraʀ, verstehe mich auf das Ritzen.“ (Krause/Jankuhn)
Die Inschrift besteht aus zwei Aussagen in den Zeilen 1 „Iuþingaz“ und den Zeilen 2, 3 „Ek Wakraz unnam wraita“.
in der ersten Zeile zeigt die ᚦ Rune eine Buckel, der an der Spitze des Stabes ansetzt und unten dicht am unteren Ende des Stabes endet. Des Weiteren zeigt sich die Auffälligkeit, dass anstatt der Schreibung der ᛜ-Rune hier -ng- (ᚾᚷ) geritzt wurde mit den Runen Naudiz und Gebo. Bei Iuþingaz handelt es sich um einen männlichen Personennamen, der dem althochdeutschen Namen Eodunc entspricht und in spätantiken Inschriften des Stammesnamens der Juthungen (Iuthung-i) vorliegt.
In der älteren Forschung wurde das erste Wort der zweiten Aussage als Ik gelesen. Wolfgang Krause stellte fest, dass hingegen statt des einfachen Stabes der I-Rune der untere linke Stab samt Reste der Mittelzweige der ᛖ-Rune erhalten ist und verbessert zu 1. Person Sing. Nom. Ek = „Ich“. Es folgt ein weiterer Personenname „Wakraz“, der aus einem Adjektiv wie deutsch wacker gebildet ist, das als Element in der Namensbildung in der Germania verbreitet ist unter anderen als Odins-Beinamen altnordisch „Vakr“ oder Pferdenamen.
Der zweite Teil der Aussage nach einem Worttrenner (Zeile 2,2 und Zeile 3) ist der am schwierigsten deutbare Teil der Inschrift. unnam wird als Präteritum des präfigierten Verbs und-neman, beziehungsweise unþ-neman bestimmt. Das abschließende wraita Akk. Sing. eines a-Stamms zu entweder mask. wraitaz oder neutr. wraita. Daher wurden umstrittene Interpretationen (James E. Knirk) unternommen; Sophus Bugge ließ Wakraz die Ritzung unternehmen („Ich Wakraz unternahm die Ritzung“) und für Carl Marstrander dagegen verstand sich Wakraz mit runenmagischer Komponente auf das Ritzen („Ich Wakraz verstehe mich auf das Ritzen“). Marstranders Deutung folgte bis heute in der Aussage das Gros der Wissenschaft.
Eine alternative Deutung bot zuletzt Thórhallur Eythórsson an, der in der Inschrift eine Besitzurkunde für ein Acker/Flurstück im Kontext der Besiedlung der Insel sieht. Den Akkusativ wraitaz stellt er zu altnordisch reitr = „Furche, abgegrenztes Ackerland“, und in Verbindung mit altnordisch nema unter Bezugnahme zum Ortsnamen Reistad kommt er zur Deutung der Inschrift als: „Ich Wakraz habe ,Feld` in Besitz genommen“.
Die dadurch solitär stehende erste Zeile und Aussage ek Iuþingaz deutet Eythórsson als eine Bezeichnung des Stamms oder der Familie des Wakraz – die für Knirk immer noch den Charakter einer Gedenkschrift gewähren würde.